# Phyllophryne scortea
Phyllophryne scortea es un pez sapo que pertenece a la familia Antennariidae. Esta especie es endémica y habita en Australia. Crece hasta una longitud de 10 centímetros (3,9 pulgadas) TL; es la única conocida de su género.
Fue reconocida por primera vez en 1918, por Allan Riverstone McCulloch y Edgar Ravenswood Waite.

### Lectura recomendada
- Paxton, J.R., D.F. Hoese, G.R. Allen and J.E. Hanley (1989) Pisces. Petromyzontidae to Carangidae., Zoological Catalogue of Australia, Vol. 7. Australian Government Publishing Service, Canberra, 665 p.
- Froese R. & Pauly D. (eds) (2015). FishBase (version Jan 2015). In: Species 2000 & ITIS Catalogue of Life, 26th August 2015 (Roskov Y., Abucay L., Orrell T., Nicolson D., Kunze T., Flann C., Bailly N., Kirk P., Bourgoin T., DeWalt R.E., Decock W., De Wever A., eds).
- Hoese, D.F., D.J. Bray, J.R. Paxton and G.R. Allen0 Fishes. In Beasley, O.L. and A. Wells (eds.) Zoological Catalogue of Australia. Volume 35.2 Australia: ABRS & CSIRO Publishing, 1472 p. (Ref. 75154).
- Pietsch, Theodore W., and David B. Grobecker. 1987. Frogfishes of the World: Systematics, Zoogeography, and Behavioral Ecology. 420.
- Thresher, R.E.0 Reproduction in reef fishes. T.F.H. Publications, Inc. Ltd., Neptune City, New Jersey. 399 p. (Ref. 240).